# Lijst van burgemeesters van Sandelingen-Ambacht
Dit is een lijst van burgemeesters van de voormalige Nederlandse gemeente Sandelingen-Ambacht tot die gemeente in 1855 opging in de gemeente Hendrik-Ido-Ambacht.
| Ambtsperiode    | Naam burgemeester       | Partij of stroming | Bijzonderheden |
| --------------- | ----------------------- | ------------------ | --- |
| 18?? - ca. 1843 | J.D. Schultz van Haegen |                    | tevens burgemeester van De Mijl? |
| ca. 1843 - 1850 | J.H. Schultz van Haegen |                    | tevens burgemeester van De Mijl? |
| 1850 - 1852     | Jacobus van 't Hoff     |                    | tevens burgemeester van Heer Oudelands Ambacht (1827-1857), Heerjansdam (1827-1892), Groote Lindt (1827-1881), Kleine Lindt (1827?-1857) en Kijfhoek (1850-1852) |
| 1853 - 1855     | Hendrik Willem Metman   |                    | tevens burgemeester van Ridderkerk (1850-1861), Hendrik-Ido-Ambacht (1853-1855) en Rijsoort en Strevelshoek (1853-1855)                                          |